# 香川県サッカーリーグ
香川県サッカーリーグ（かがわけんサッカーリーグ）とは、全国の各都道府県にあるサッカーの都道府県リーグのひとつ。香川県のクラブチームが参加するリーグである。

## 概要・レギュレーション
香川県サッカーリーグは3部構成となっている（2025年）。各リーグともに1回戦総当たりで行う。
- 1部（9チーム）
- 2部（9チーム）
- 3部（8チーム×2ブロック=16チーム)

### 昇格・降格に関して
- 1部の優勝チームは四国リーグチャレンジチーム決定戦に進出。
- 1部の8位・9位は2部に自動降格、2部の1位・2位は1部に自動昇格。1部7位と2部3位は入替戦を行う。
- 2部の8位・9位は3部に自動降格。
- 3部の各ブロック優勝チームは「3部総合優勝決定戦」を行い、両チームとも2部に昇格。
- 3部の各ブロック2位チームは「2部入替戦出場チーム決定戦」を行う。勝者は2部7位と入替戦を行う。

## 参加チーム（2025年）

### 1部
- 三木FC
- SEAGULL F.C.
- BLUE VELHO
- FCミルポワ
- 高商クラブ
- 丸亀WINS
- MSP屋島FC
- 観音寺アルテFC
- FCミスター

### 2部
- 志度SC
- Revolt
- 四電FC
- 川添SC
- 高松市役所サッカー部
- F.C.Mentirosa
- ミスキッカーズ
- SONIO高松ネクスト
- 仁尾FC

### 3部
| A - Centic FC - ドリームF.C - FCリベロ - Peek-Aboo - ソフトバンク四国 - LIBERTAD.FC - F.H.F.C - ASONE | B - FC KOTOHIRA - 香川教員FC - 南クラブ - まんでがん - 香川大学サッカー部 - TAMAMO CLUB - KFC - FCメイプル21 |

## 歴代優勝チーム

### 1部
※四国サッカーリーグ昇格チームは太字で表記
- 2001年：多度津クラブ
- 2002年：志度クラブ
- 2003年：南クラブ
- 2004年：南クラブ
- 2005年：R.VELHO
- 2006年：南クラブ
- 2007年：多度津クラブ
- 2008年：南クラブ
- 2009年：R.VELHO
- 2010年：多度津クラブ
- 2011年：多度津クラブ
- 2012年：FCミルポワ
- 2013年：FCミルポワ
- 2014年：高商クラブ
- 2015年：高商クラブ
- 2016年：BLUE VELHO
- 2017年：FCミルポワ
- 2018年：SEAGULL F.C.
- 2019年：高商クラブ
- 2020年：屋島FC
- 2021年：SEAGULL F.C.
- 2022年：屋島FC
- 2023年：SONIO高松
- 2024年：三木FC

### 2部
- 2007年
  - Aブロック：F.C.Mentirosa
  - Bブロック：志度クラブ
- 2008年
  - Aブロック：瀬戸工芸クラブ
  - Bブロック：長尾FC1980
- 2009年：FCミルポワ
- 2010年：善通寺FC
- 2011年：FCミルポワ
- 2012年：屋島FC
- 2013年：BLUE VELHO
- 2014年：三菱化学FC
- 2015年：四電FC
- 2016年：屋島FC
- 2017年：SEAGULL F.C.
- 2018年：川添SC
- 2019年：BLUE VELHO
- 2020年：GAMBA KITA FC
- 2021年：香西ブルーキー
- 2022年：SONIO高松
- 2023年：三木FC
- 2024年：観音寺アルテFC